# (6223) Dahl
(6223) Dahl (1980 RD1) – planetoida z grupy pasa głównego asteroid okrążająca Słońce w ciągu 4,53 lat w średniej odległości 2,74 j.a. Odkryta 3 września 1980 roku.